# Exército Comum

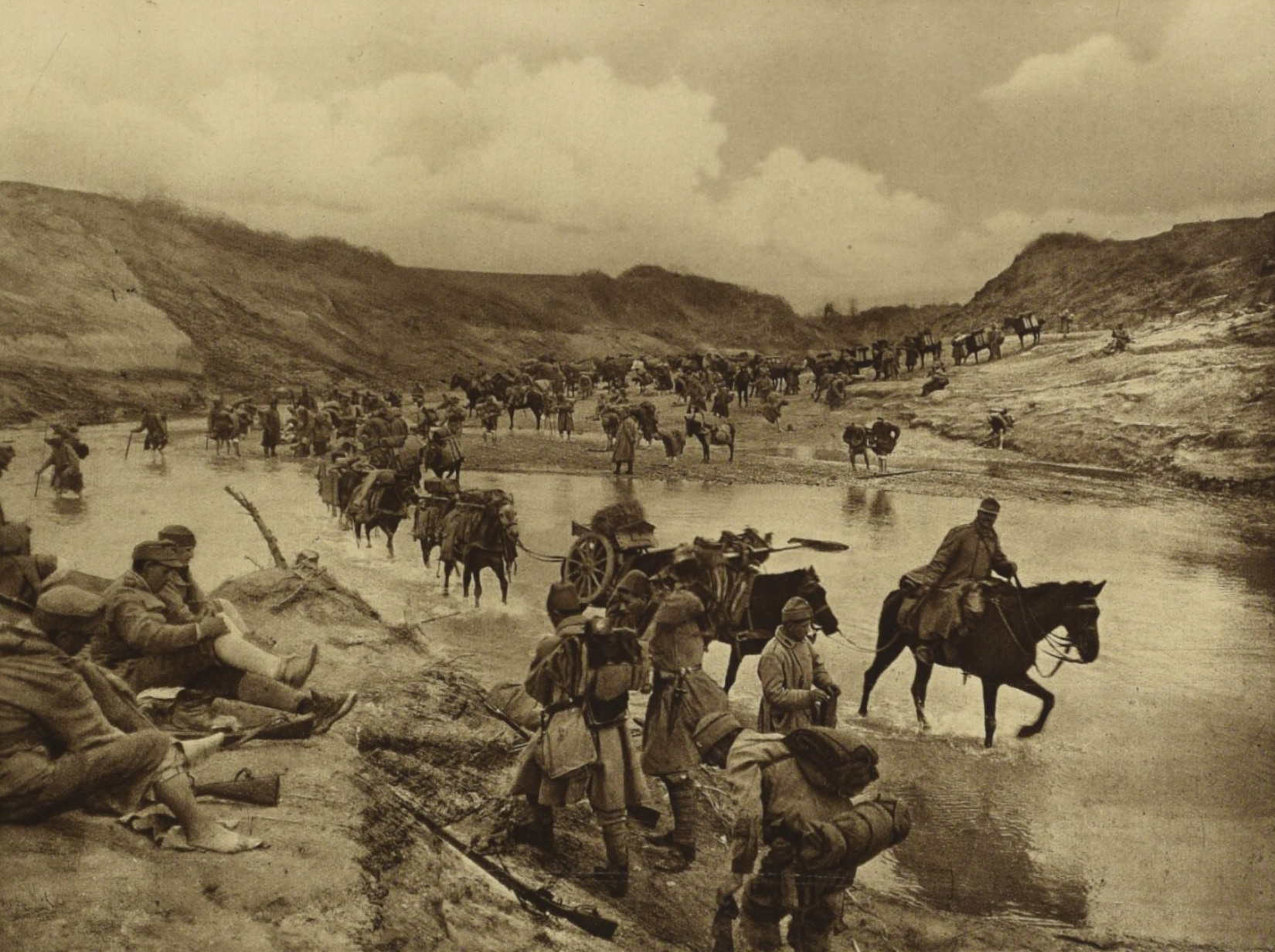
Cavalaria Austro-Húngara cruzando rio na Albânia, 1916

O Exército Comum (em alemão: Gemeinsame Armee, em húngaro: Közös Hadsereg), como foi oficialmente designado pela Administração Militar Imperial e Real, foi a maior parte das forças terrestres austro-húngaras de 1867 a 1914, os outros dois elementos sendo o Landwehr Imperial e Real (da Áustria) e o Honvéd Real Húngaro. No entanto, era simplesmente conhecido como Exército (Heer) pelo Imperador e nas leis de tempos de paz,  e, depois de 1918, coloquialmente chamado de K.u.k Armee (abreviação de Exército Imperial e Real).
Estabelecido em 15 de março de 1867 e efetivamente dissolvido em 31 de outubro de 1918, com a saída das tropas húngaras, o Exército Comum constituía o principal elemento do "poder armado" (Bewaffneten Macht ou Wehrmacht) da nova monarquia dual, à qual também pertenciam a Marinha Imperial e Real (K.u.k. Kriegsmarine). Na Primeira Guerra Mundial, todas as forças terrestres e marítimas da monarquia estavam subordinadas ao Armeeoberkommando, criado em 1914.

## História

### Origem do nome
Até 1889, as forças armadas ostentavam o título "k.k." (kaiserlich-königlich, ou seja, "Imperial e Real", que era tecnicamente incorreto após 1867 para uma instituição comum às metades austríaca e húngara do Império), como faziam antes de 1867. Somente por desejo expresso do Reino da Hungria foi que a designação "k.u.k." e "cs. és kir." (em alemão: "kaiserlich und königlich", em húngaro: "császári és királyi", ou seja, "Imperial e Real") foram introduzidas para tornar mais clara a distinção entre o novo exército austríaco, o k.k. Landwehr, e a nova força húngara, o m. kir. Honvédség. A marinha não usava "k.u.k." com tanta frequência, porque havia poucas outras forças navais além da marinha principal. 

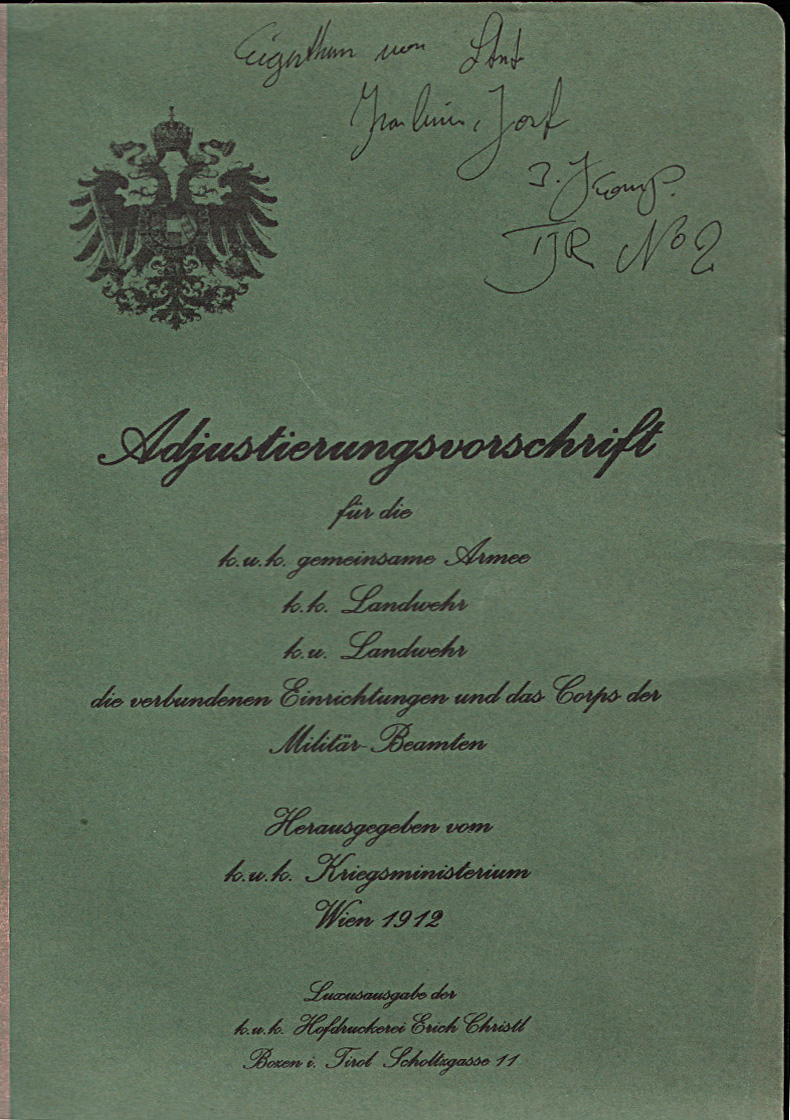
Regulamento uniforme de 1867 (edição de 1911/12).

### Instituição comum
Após o Compromisso Austro-Húngaro de 15 de março de 1867, o exército e a marinha não eram mais instituições de um único estado, mas da nova monarquia dupla, que era composta por dois países em pé de igualdade: o mIpério Austríaco (Cisleitânia) e o não mais subordinado Reino da Hungria (Transleitânia); os dois estavam unidos em uma união real. 
A partir daí, o Imperador Francisco José — até então "Imperador da Áustria, Rei da Hungria, Boêmia, Croácia, Dalmácia, Galícia, etc." — passou a ter o título de "Imperador da Áustria e Rei da Hungria, etc." O comando geral ainda estava com o monarca, que se comunicava com o exército por meio da recém-criada Chancelaria Militar de Sua Majestade, o Imperador e o Rei. O Ministério da Guerra Imperial e Real (k.u.k. Kriegsministerium - chamado de Reichskriegsministerium até 1911) era responsável pela administração e manutenção da estrutura do Exército (e da Marinha); seu Estado-Maior associado era responsável pela estratégia. Seu Chefe do Estado-Maior tinha o direito de se dirigir diretamente ao monarca. 

### Elemento principal das forças armadas
A lei austríaca de 11 de Abril de 1889 (uma lei com conteúdo idêntico foi aprovada na Hungria),  que substituiu a lei de defesa de 1868, alterada em 1882, afirmava claramente na secção 2 que:
| “ | As forças armadas são divididas em Exército, Marinha, Landwehr e Landsturm. | ” |

Na seção 14, a cota anual de recrutamento para o Exército e a Marinha foi fixada em 103.000; dos quais 60.389 deveriam vir dos "reinos e terras representados no Reichsrat". A meta de recrutamento para o exército do Landwehr Austríaco criado para defesa territorial era de 10.000 homens. As cotas deveriam ser ajustadas para atender aos requisitos a cada dez anos por acordo político entre a Áustria e a Hungria e por leis associadas. O Landwehr Austríaco e o Honvéd Real Húngaro não estavam subordinados ao Ministro da Guerra, mas ao Ministro Imperial e Real da Defesa (Landwehrminister) e seu homólogo Real Húngaro, extraoficialmente chamado de Ministro do Honvéd. 

### Financiamento
Em todos os assuntos de interesse conjunto, incluindo o Exército Comum, havia uma partilha de custos fixa entre as duas partes do Império. A partir de 1867, a Hungria suportou 30% do custo total. Este valor foi aumentado nas negociações do Compromisso em 1888 para 31,4% e em 1907 para 36,4%.  O custo total do Exército, Landwehr e Marinha em 1912 foi de cerca de 670 milhões de coroas. Isso era menos de 3,5% de toda a renda nacional, em 1906 era de apenas 2,5%. Na Rússia, Itália e Alemanha, o custo em 1912 foi de cerca de 5% do produto nacional líquido. A Áustria-Hungria continuou sendo a grande potência com o menor gasto em suas forças armadas. 

### Negligência e interesses facciosos
No longo período de paz das últimas décadas do século XIX, o exército e a marinha foram cada vez mais negligenciados. Os gastos militares não eram populares nem no Reichsrat austríaco nem na Dieta da Hungria, pelo menos para suas forças conjuntas. A tão necessária modernização do exército foi adiada repetidamente. Isso causaria problemas com a mobilização em 1914. (As Tropas de Montanha do Landwehr Imperial e Real eram, no entanto, uma exceção e muito bem equipadas.)
Os políticos húngaros exigiram repetidamente um exército húngaro separado. O monarca concordou com um compromisso no acordo de 1867: as duas metades do império deveriam ter suas próprias forças territoriais, além do exército comum. A Hungria imediatamente começou a estabelecer o Real Landwehr Húngaro, geralmente chamada de Honvéd, mesmo em alemão.
Mas o Imperador e Rei Francisco José I concentrou-se principalmente na unidade do Exército e da Marinha consagrada no Compromisso, e reforçou-a em 1903, após novas tentativas da Hungria na sua ordem do exército de Chlopy (uma área de treino na Galícia): 
| “ | Fiéis ao seu juramento, todas as Minhas forças armadas estão progredindo no caminho do cumprimento sério do seu dever, imbuídas daquele espírito de unidade e harmonia, que cada caráter nacional respeita e diante do qual toda a oposição se derrete, explorando os atributos individuais de cada povo em prol do todo maior. [...] Junto e unido, como está, Meu exército deve permanecer. | ” |

### Reformas de Francisco Ferdinando
Em 1898, quando o arquiduque e herdeiro do trono, Francisco Ferdinando, foi incumbido pelo Imperador de analisar as forças armadas da monarquia, a necessidade de rejuvenescer o seu já bastante envelhecido Estado-Maior tornou-se rapidamente evidente. O Imperador, de 76 anos, concordou em 1906 com a proposta de Francisco Ferdinando de substituir o chefe do Estado-Maior, Friedrich von Beck-Rzikowsky, também com 76 anos, por Franz Conrad von Hötzendorf, de 54 anos, e o herdeiro imediatamente encarregou Conrad de modernizar as estruturas e os processos. 
O ministro da guerra, Heinrich von Pitreich, de 65 anos, também foi substituído em 1906 a pedido de Franz Ferdinand.  As propostas de investimento do herdeiro foram implementadas por razões políticas, mas apenas em pequena medida; na Primeira Guerra Mundial, o exército austro-húngaro estava muito menos bem equipado do que as forças armadas do Império Alemão confederado.

### Tempo de guerra
De 1867 a 1914, as forças terrestres da Áustria-Hungria tiveram que lidar apenas com uma emergência: a campanha de ocupação na Bósnia e Herzegovina, após o Congresso de Berlim aprovar sua ocupação militar em 1878. O destacamento foi necessário para superar a resistência armada. Em 1908, parte do exército comum se mobilizou para deter a Sérvia na Crise da Bósnia. 
Após o assassinato de Francisco Ferdinando, no verão de 1914, o Imperador, de 84 anos, nomeou o Arquiduque Frederico como Comandante-em-Chefe do Exército, pois ele próprio não desejava mais exercer essa função em tempo de guerra desde 1859. Por acordo, Frederico deixou todas as decisões operacionais a cargo de seu Chefe do Estado-Maior, Conrad. Após sua ascensão ao trono em novembro de 1916, Carlos I assumiu novamente o comando pessoal das Forças Armadas. 

## Organização

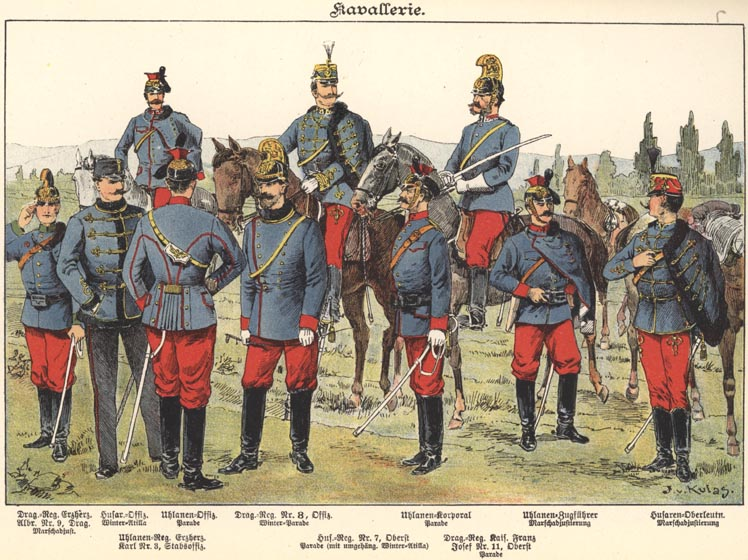
Cavalaria Imperial e Real por volta de 1900

Além do Exército Comum, havia também:
- Marinha Imperial e Real
- Landwehr Real Húngaro (Magyar Király Honvédség ou Honvéd, na Transleitânia)
- Landwehr Imperial e Real (na Cisleitânia)

O Exército e a Marinha Comuns eram administrados pelo Ministro Imperial da Guerra (Reichskriegsminister), posteriormente, a partir de 20 de setembro de 1911, pelo Ministro Imperial e Real da Guerra, em Viena, imediatamente subordinado ao Imperador e ao Rei. As duas Landwehrs eram administradas pelo Ministro da Defesa do Estado do Governo Imperial-Real em Viena e por seu homólogo no Governo Real Húngaro em Budapeste. 
Em 1915, todos os nomes suplementares e honoríficos nos títulos regimentais foram oficialmente eliminados, passando a ser referidos apenas por seus números. Na prática, isso não aconteceu; primeiro, porque ninguém se preocupou em fazê-lo e, segundo, porque a frugal administração militar imperial e real havia ordenado que todos os selos e cartas timbradas existentes fossem esgotados primeiro. 

### Recrutamento e guarnição
Ao contrário da k.k. Landwehr e da k.u. Landwehr, o Exército Comum e a Marinha (a maioria das tripulações da Marinha reconhecidamente vinha da região ao redor de Trieste e do resto do litoral - e a maior parte da Marinha falava italiano) recrutavam seus soldados de toda a monarquia dual, ou seja, das metades Cisleitânia e Transleitânia do Império. Todos os elementos militares que não vinham do Reino da Hungria (incluindo Alta Hungria, Transilvânia e Banato) ou da Croácia e Eslavônia (que faziam parte das Terras da Coroa Húngara) eram designados como "regimentos alemães", independentemente de serem compostos por poloneses, croatas ou tiroleses de língua italiana. Todos os demais eram designados como "regimentos húngaros". Os regimentos alemães e húngaros diferiam entre si em suas vestimentas, mas sua designação como "alemão" ou "húngaro" não era indicação dos idiomas usados dentro dessas unidades (veja a seção sobre idiomas). 
- 57 regimentos de infantaria eram chamados de regimentos "alemães"
- 45 regimentos de infantaria eram chamados de regimentos "húngaros".
- 4 regimentos de infantaria (da Infantaria Bósnia-Herzegovina) tinham um status especial tanto em termos de uniforme quanto de idioma.
- Os batalhões de fuzileiros (Jäger) pertencentes aos regimentos de infantaria foram organizados de acordo com o mesmo sistema
- Artilharia, sapadores, trens logísticos e cavalaria também eram organizados majoritariamente em linhas nacionais, mas não possuíam acréscimos descritivos aos nomes de suas unidades. Sabia-se, porém, que todos os hussardos vinham das terras da coroa húngara (com húngaro, eslovaco, romeno, croata e alemão como línguas nativas), os ulanos da Galícia (que falavam polonês e ucraniano) e os dragões das terras da coroa germano-austríaca, Boêmia e Morávia (que falavam tcheco e alemão).

A "força armada" (Exército, Marinha, Landwehr, Honvéd) estava sob o comando do Imperador e do Rei em sua capacidade como "o supremo senhor da guerra" (allerhöchster Kriegsherr). Este título tinha principalmente significado formal porque, após a infeliz campanha liderada pelo Imperador Francisco José I em 1859 na Itália, o monarca havia se aposentado do comando militar ativo e o comando real, a partir de então, em tempos de paz, era exercido pelo Ministério da Guerra em Viena e, na Primeira Guerra Mundial, pelo Comandante-em-Chefe Arquiduque Frederico — nomeado apenas para a guerra — e seu Chefe do Estado-Maior, Franz Conrad von Hötzendorf. Em 2 de dezembro de 1916, o Imperador Carlos I assumiu novamente o comando pessoal. Francisco José I nunca havia feito visitas especiais às tropas, mas havia feito contato com regimentos locais em suas viagens pela Monarquia e participado dos "exercícios imperiais" anuais (Kaisermanövern) até a velhice. Além disso, ele sempre aparecia com seu uniforme de marechal de campo, quando não estava no exterior, para testemunhar sua ligação com seus soldados. O imperador Carlos I, de 30 anos, que ascendeu ao trono em plena guerra, levava o termo comandante muito a sério e visitava incansavelmente a frente de batalha e suas tropas. 
Uma característica do Exército Comum eram as frequentes mudanças de localização das tropas durante as primeiras décadas. Os batalhões de regimentos individuais eram movidos em intervalos muito curtos para outros locais (em 1910, apenas três regimentos de infantaria do Exército Comum estavam baseados inteiramente em uma guarnição: o 14º Regimento de Infantaria em Linz, o 30º Regimento de Infantaria em Lemberg e o 41º Regimento de Infantaria em Chernowitz). Como resultado, a relação tradicional entre um regimento e um lugar específico e a população local não pôde ser formada (como foi promovido, por exemplo, em todos os lugares nos vários exércitos do Império Alemão). As tropas eram frequentemente estacionadas na outra extremidade do Império, de modo que, em caso de distúrbios civis, não confraternizassem com a população local. Mas sua ampla distribuição também era resultado da falta de quartéis. Isso chegou a tal ponto que até mesmo companhias individuais tiveram que ser separadas de seus batalhões e alojadas de forma independente. Depois que maiores esforços foram feitos, nos anos anteriores à Primeira Guerra Mundial, para construir novos quartéis e reformar os existentes, essa prática diminuiu consideravelmente. 

### Armamento

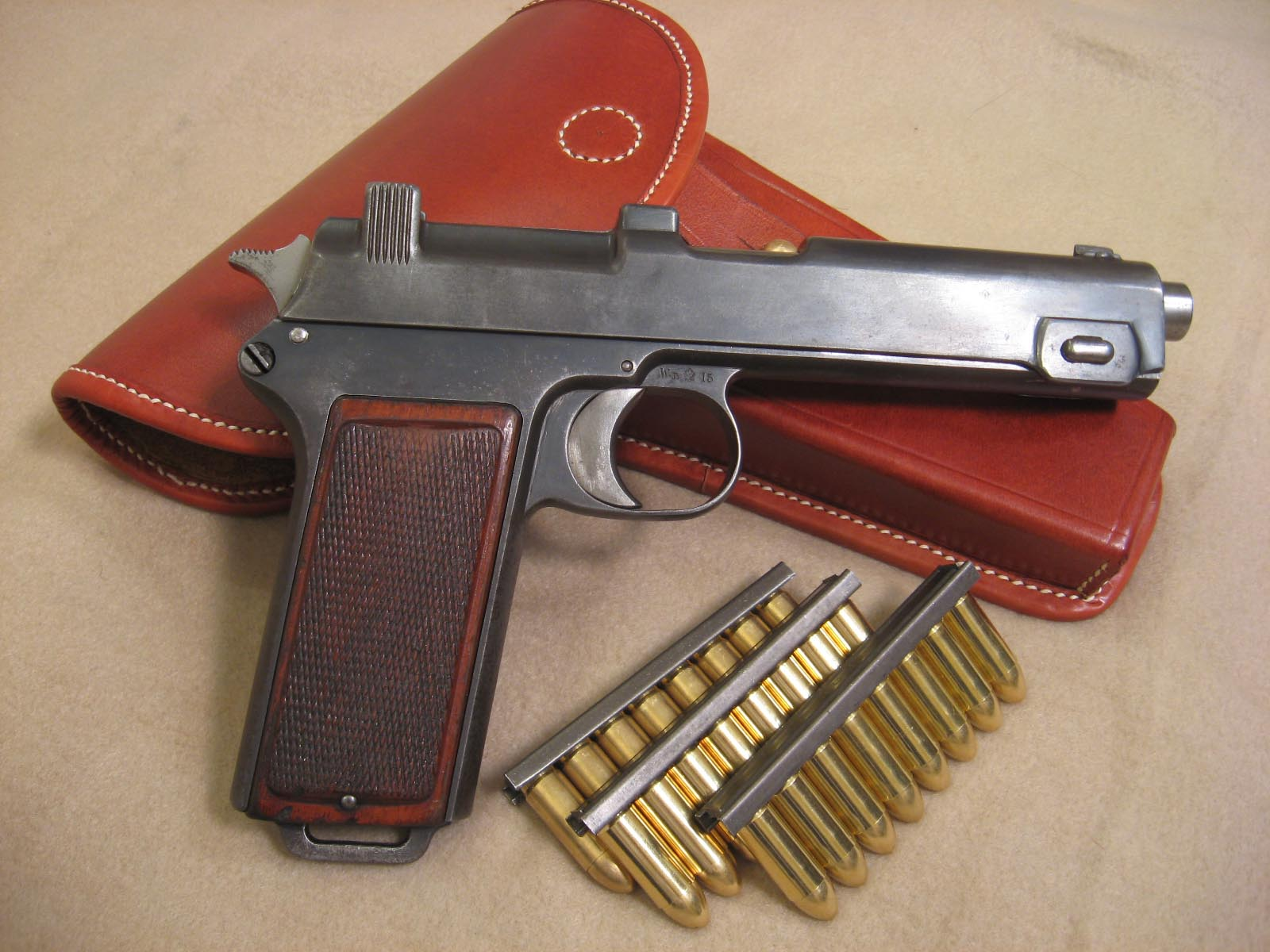
Steyr M1912

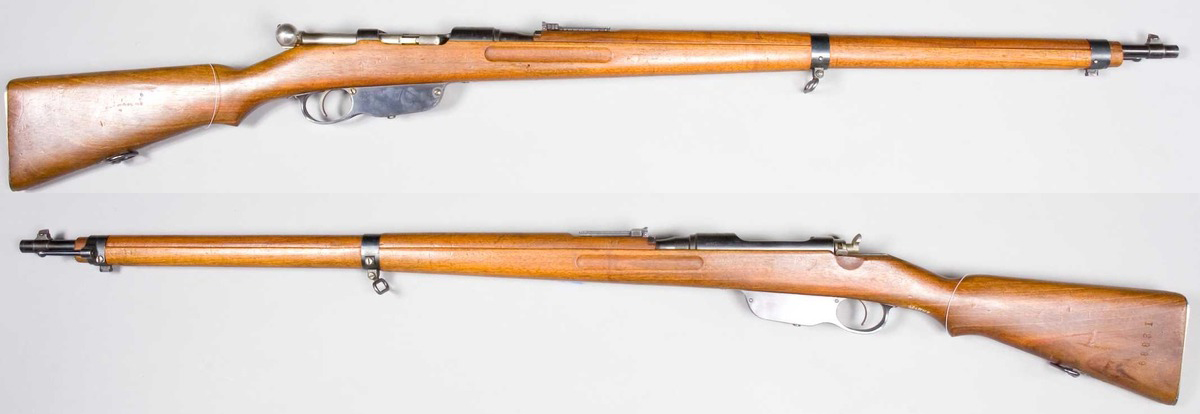
Mannlicher M1895

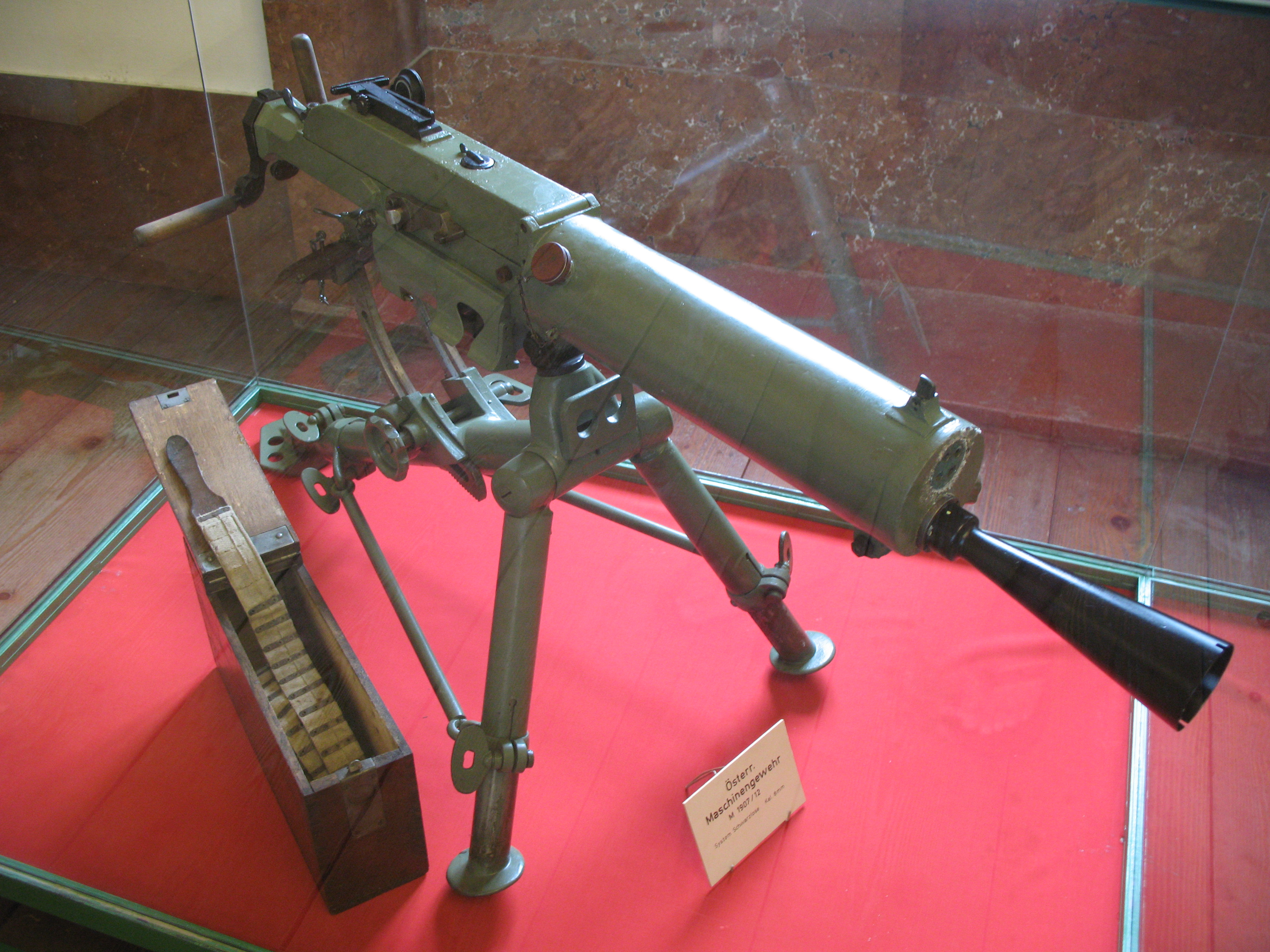
Schwarzlose MG M.07/12

Após a derrota em Königgrätz, em 1866, o Imperador Francisco José I e seus comandantes estavam ansiosos para aprender lições com a derrota, tanto em termos de armamento, equipamento e uniforme, quanto em termos de organização do exército e aplicação militar. Rapidamente, foram introduzidos canhões de carregamento pela culatra, algo que até então havia sido adiado por muito tempo, e cujo uso pelos prussianos era visto como crucial para seu sucesso. Assim, o antigo sistema de carregamento pela boca Lorenz foi convertido em canhões de carregamento pela culatra, com base em uma proposta do mestre armeiro vienense, Karl Wänzel. As armas de pequeno porte da infantaria, as armas Extra-Korps e as Jägerstutzen, convertidas dessa maneira em canhões de carregamento pela culatra de tiro único, foram padronizadas sob a designação "Modelo 1854/67" ou "Modelo 1862/67" e distribuídas aos respectivos ramos de serviço. No entanto, o sistema Wänzel não pretendia ser nada mais do que uma solução temporária. Posteriormente, a trava de tabernáculo, desenvolvida por Joseph Werndl, proporcionou uma solução inteiramente nova na forma de um sistema de bloco de culatra fundamentalmente inovador. Este bloco rotativo com ranhura de carregamento para rifles de carregamento pela culatra posteriormente transformou a Fábrica de Armas Austríaca (Österreichische Waffenfabriksgesellschaft) em Steyr na maior produtora de armas da Europa em sua época. Essas armas de pequeno porte, padronizadas no sistema Werndl, foram introduzidas com as designações M1867, M1873, M1867/77 e M1873/77 e formaram a arma padrão da infantaria e cavalaria imperial e real por mais de vinte anos. 
O próximo grande salto no desenvolvimento da arma de pequeno porte foi a transição do carregador de culatra de tiro único para o repetidor. O sistema desenvolvido por Ferdinand Mannlicher tinha uma ação de ferrolho de puxar reto e um carregador de 5 cartuchos no centro da coronha. Este sistema de armas, padronizado pela primeira vez no Exército Kuk em 1886, era, naquela época, uma das armas mais avançadas do mundo e, em sua versão aprimorada, o M1895 foi o fuzil padrão dos soldados austro-húngaros até o final da Primeira Guerra Mundial. Três milhões desses fuzis foram produzidos na Áustria por Steyr Mannlicher e também na Hungria. 
Além das armas de fogo, uma série de armas brancas foram padronizadas no período de 1861 até o fim da monarquia dos Habsburgos. Estas foram os sabres de oficiais e soldados de cavalaria M1861, M1869 e M1904; o sabre de cavalaria leve M1877; o sabre de oficiais e soldados de infantaria M1862 e o sabre para oficiais e soldados das Tropas de Montanha Imperiais Landwehr, este sabre também foi usado entre as duas guerras mundiais pela Polícia de Viena. Além disso, foi produzido um sabre de engenheiro padrão M1853 que, com sua lâmina larga e pesada, funcionava mais como uma ferramenta de corte do que como uma arma. Todas essas armas brancas estão em exibição no Museu de História Militar de Viena. 
O desenvolvimento de armas de fogo passou por duas fases diferentes. Em 1870, o revólver foi introduzido em 1870, no lugar da pistola de tiro único anterior, de carregamento pela boca. Estas foram as duas armas de alto calibre desenvolvidas por Leopold Gasser: o revólver do Exército M1870 de 11 mm e, quatro anos depois, o modelo aprimorado M1870/74. Além disso, havia também o revólver de oficial de infantaria de 9 mm, o Gasser-Kopratschek M1872, e o Rast & Gasser M1898 de 8 mm. Posteriormente, a pistola repetidora de vários tiros foi introduzida, ou seja, a Roth–Steyr M1907 de 9 mm e a Steyr M1912. Ambas as armas têm um recuo rigidamente travado para carregadores com um carregador para 10 e 8 cartuchos, respectivamente, no punho. 
A partir do final do século XIX, vários países trabalharam no desenvolvimento da metralhadora. Na Áustria-Hungria, em 1890, o arquiduque Carlos Salvador e o major Georg Ritter von Dormus desenvolveram a chamada mitrailleuse. Esses primeiros modelos estão expostos no Museu de História Militar de Viena. No entanto, esses desenvolvimentos tecnicamente altamente ambiciosos provaram ser inadequados para uso em campo, então, eventualmente, a metralhadora Schwarzlose, desenvolvida por Andreas Schwarzlose, foi introduzida em 1907 como Modelo M1907 e M1907/12. Ambas as pistolas de repetição descritas acima, bem como a metralhadora Schwarzlose, foram usadas pelo Exército Austríaco até 1938, após a dissolução do Exército k.u.k. em 1918. 

## Cores regimentais

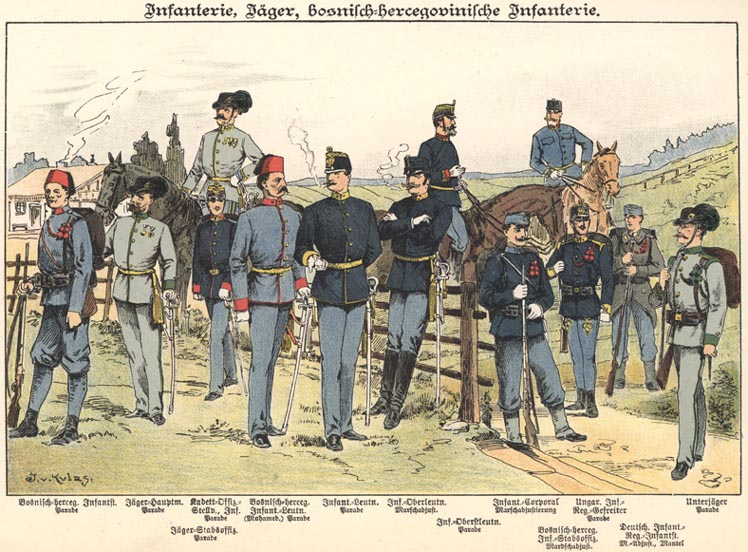
Infantaria k.u.k. por volta de 1900

Havia apenas dois tipos de cores regimentais nas forças terrestres austro-húngaras do Exército Comum. 
- Regimentos e batalhões carregavam um estandarte retangular branco, em cujo anverso estava a Águia Imperial com o brasão de todos os reinos e terras do Império. No reverso, um retrato da Imaculada Mãe de Deus dentro de uma coroa e com doze estrelas douradas ao redor de sua cabeça.
- Os regimentos de infantaria (2º, 4º, 39º, 41º e 57º) carregavam um estandarte imperial retangular amarelo com o brasão imperial no anverso e no verso.

Ambos os tipos de estandarte eram delimitados em três lados por um padrão dentado amarelo, preto, vermelho e branco. Os estandartes eram feitos de seda e mediam 132 × 176 cm. 

Eles foram montados a partir de duas peças, ou seja, o reverso do padrão amarelo não era uma imagem espelhada do lado anverso. 

Estandarte do Exército Comum em Branco (anverso)
Estandarte do Exército Comum em Branco (reverso)
Estandarte do Exército Comum em Amarelo (ambos os lados idênticos)

## Recrutamento
A partir de 1866, houve o recrutamento geral. Ele foi definido a partir de 1868 por leis idênticas e acordadas em ambas as metades austríaca e húngara do Império. Elas abrangiam o serviço no exército, na marinha, na Landwehr e na Landsturm. 
O tempo de serviço nos exércitos permanentes era de 12 anos:
- 3 anos na linha (serviço ativo)
- 7 anos na reserva
- 2 anos na parte não ativa do Landwehr

O serviço voluntário de um ano era permitido tanto no exército (ou na marinha) quanto na Landwehr. Os voluntários de um ano não recebiam salário e era necessário adquirir equipamentos (incluindo um cavalo, se necessário). O serviço obrigatório começava aos 21 anos. Todas as pessoas entre 19 e 42 anos estavam sujeitas ao serviço na Landsturm, a menos que pertencessem ao exército, à Landwehr ou à reserva de reposição. 

## Ordem de batalha

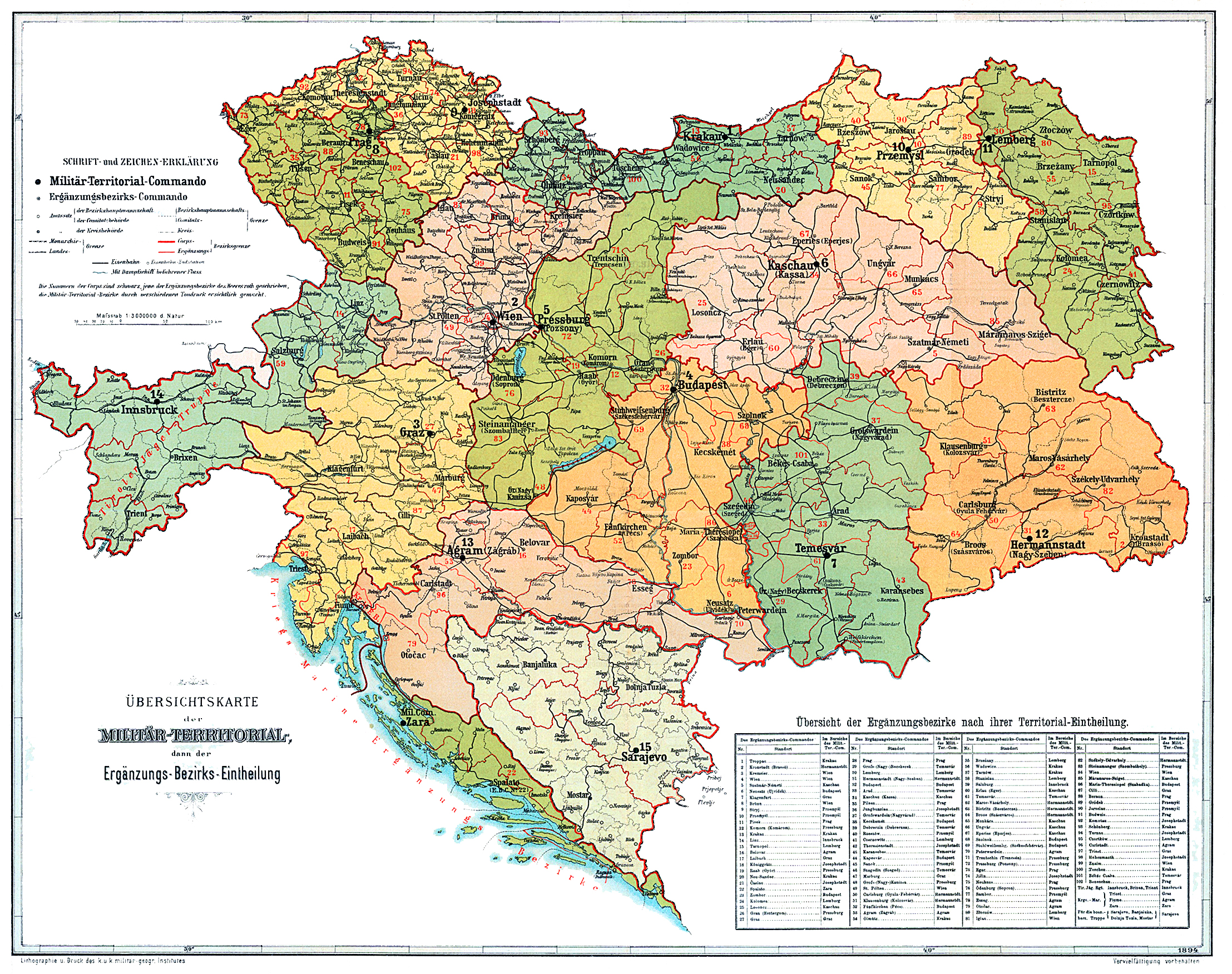
Áreas do Corpo no Exército Austro-Húngaro

### Tempo de paz (julho de 1914)

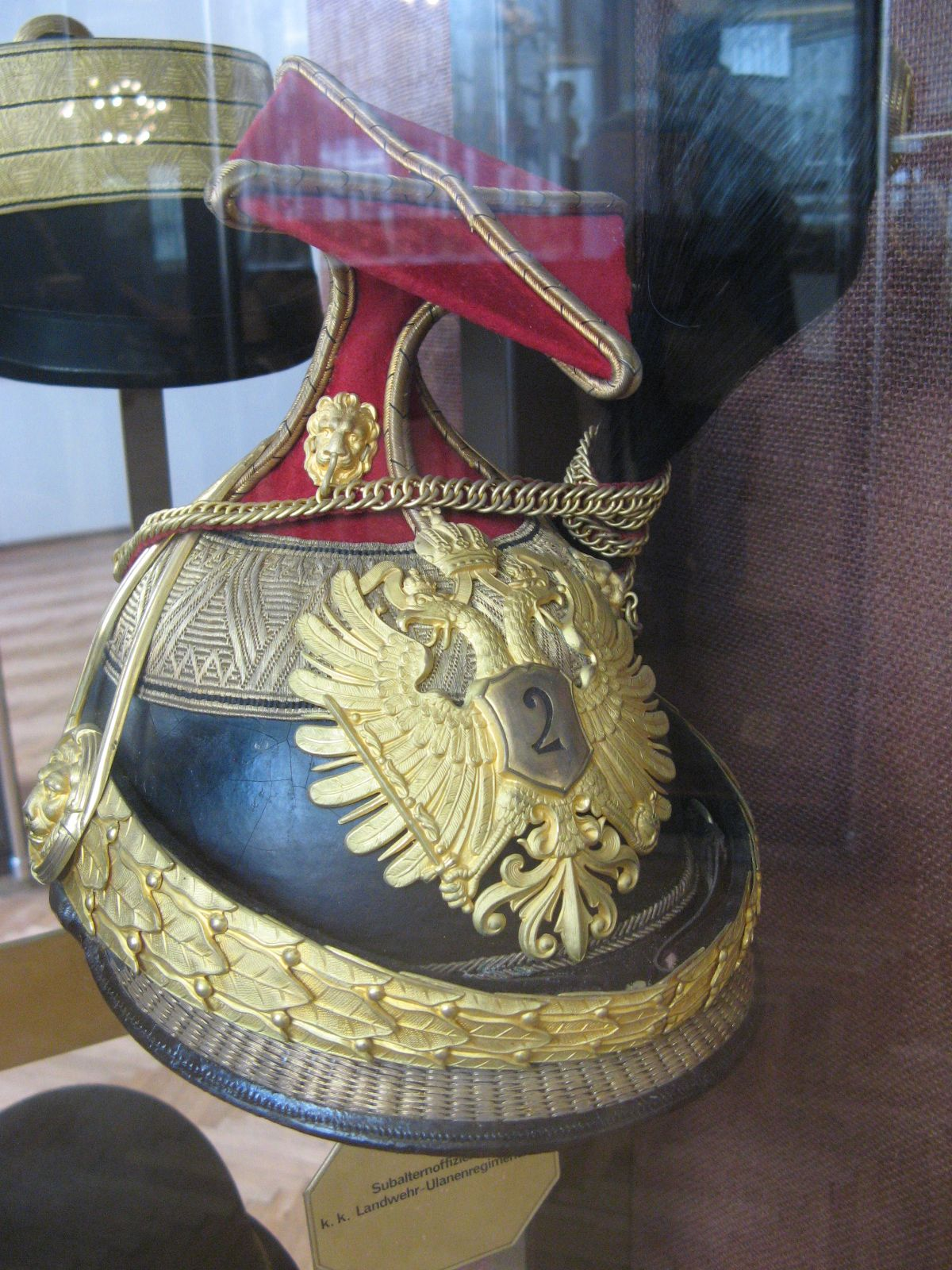
Czapka de oficial, 2.º Lanceiros do Landwehr

Em julho de 1914, a ordem de batalha do Exército Comum era a seguinte: 
- 16 corpos
- 49 divisões de infantaria - 76 brigadas de infantaria - 14 brigadas de montanha
- 8 divisões de cavalaria - 16 brigadas de cavalaria

Infantaria:
- 102 regimentos de infantaria (cada um com quatro batalhões)
- 4 regimentos de infantaria da Bósnia e Herzegovina (Bosnisch-Hercegowinische) (cada um com quatro batalhões)
- 4 regimentos de fuzileiros imperiais tiroleses (Tiroler Kaiserjäger) (cada um com quatro batalhões)
- 32 batalhões de fuzileiros (Feldjäger) - 1 batalhão de fuzileiros da Bósnia e Herzegovina (Bosnisch-Hercegowinisches Feldjäger Bataillon)

Cavalaria:
- 15 regimentos de dragões (Dragoner)
- 16 regimentos de hussardos (Husaren)
- 11 regimentos de ulanos (Ulanen)

A única diferença entre a cavalaria pesada (ulano) e a leve (dragão, hussardo) estava nos uniformes e títulos de unidade, que foram escolhidos por razões históricas genuínas.
Artilharia:
- 42 regimentos de artilharia de campanha (Feldkanonen-Regimenter)
- 14 regimentos de obuseiros de campo (Feldhaubitz-Regimenter)
- 11 batalhões de artilharia a cavalo (Reitende Artillerie-Divisionen)
- 14 batalhões de obuseiros pesados (Schwere Haubitz-Divisionen)
- 11 regimentos de artilharia de montanha (Gebirgsartillerie Regimenter)
- 6 regimentos de artilharia de fortaleza (Festungsartillerie Regimenter)
- 8 (mais tarde 10) batalhões de artilharia de fortaleza independentes (selbst. Festungsartillerie Bataillone)

Tropas logísticas:
- 16 "divisões" logísticas [17]

Tropas técnicas:
- 14 batalhões de sapadores (Sappeur-Bataillone)
- 9 batalhões de engenheiros (Pionier-Bataillone)
- 1 batalhão de ponte (Brücken-Bataillon)
- 1 regimento ferroviário (Eisenbahn-Regiment)
- 1 regimento telegráfico (Telegraphen-Regiment)

Os chamados batalhões de marcha (Marschbataillone) eram utilizados para aumentar a força de pessoal para mobilização, bem como para substituir baixas em batalha. Não havia um sistema de regimentos de reserva como no Exército Alemão.

## Idiomas

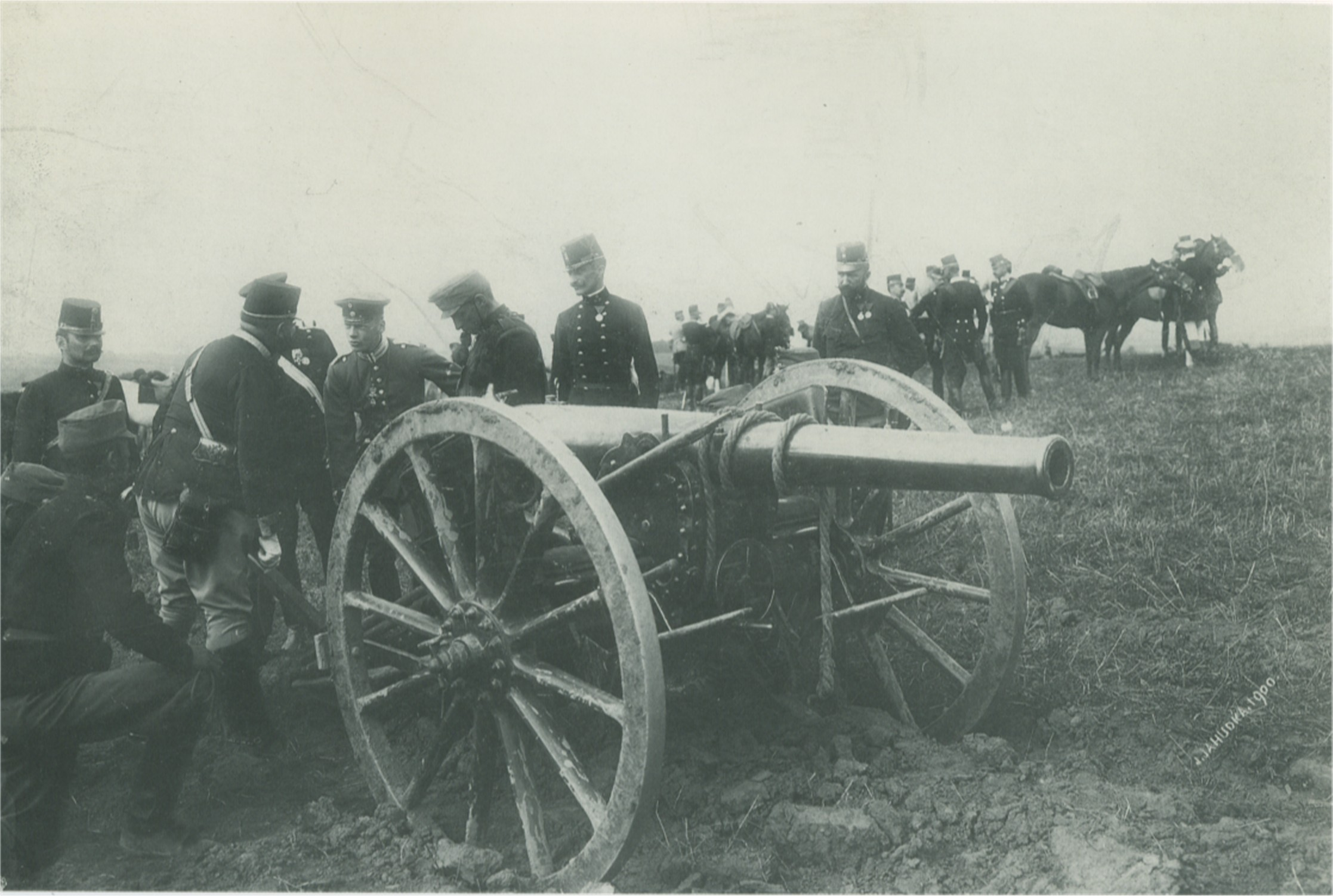
Artilharia de campanha K.u.k por volta de 1900

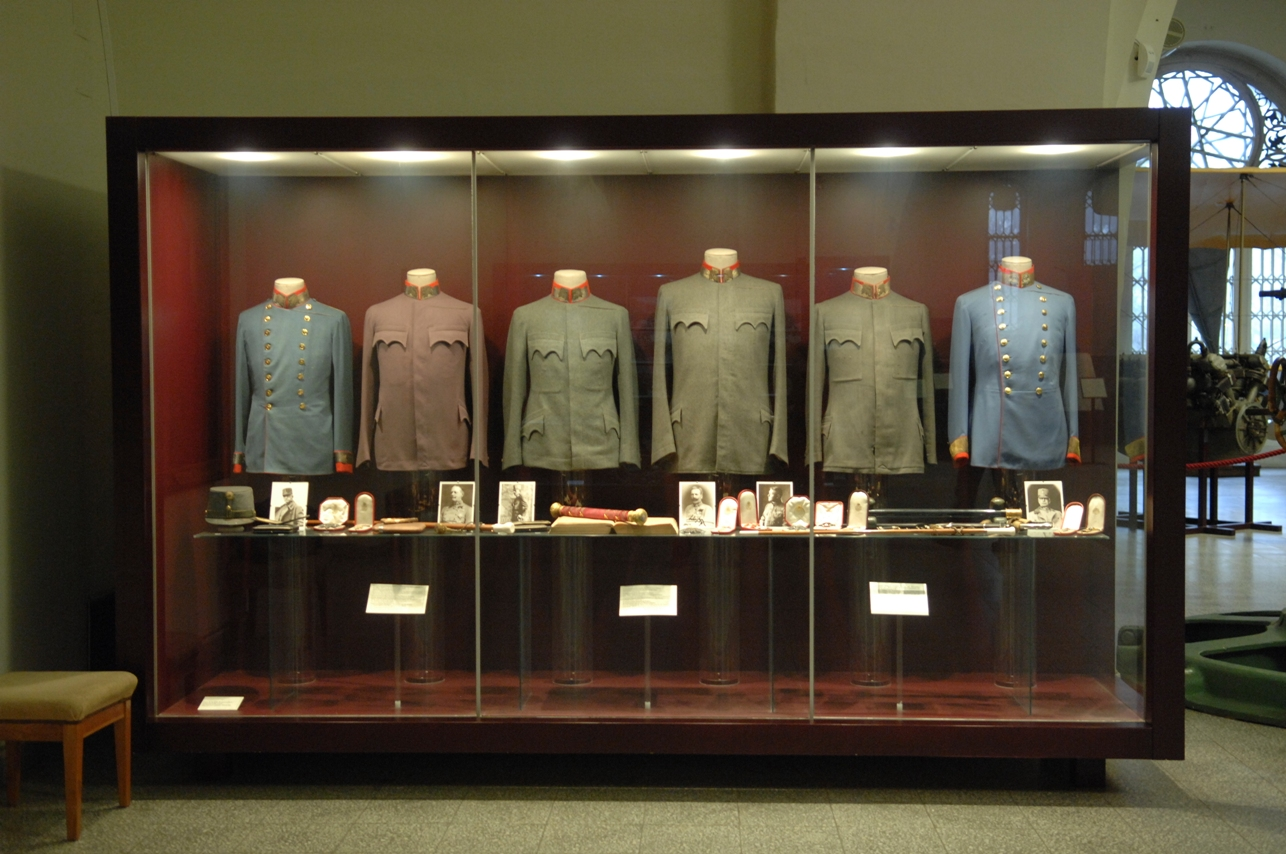
Uniformes do Exército k.u.k. no Museu de História Militar de Viena

No estado multinacional da monarquia imperial e real, o alemão era a língua oficial e comum de comando e controle. Os cerca de 100 comandos relevantes em alemão, necessários ao desempenho eficaz de suas funções, precisavam ser aprendidos por todos os soldados. Apenas uma pequena proporção das unidades do exército falava exclusivamente alemão; e na Marinha, o italiano era falado pela maioria dos marinheiros. 
Uma "língua de serviço" era usada para a comunicação entre as unidades militares. Era o alemão no Exército Comum e no k.k. Landwehr e húngaro no Honvéd. 

A "língua regimental" era usada para comunicação com um regimento. Era a língua que a maioria dos homens falava. Se, como no caso do 100º Regimento de Infantaria em Cracóvia, a unidade era composta por 27% de alemães, 33% de tchecos e 37% de poloneses, havia três línguas regimentais. Cada oficial tinha que aprender a língua regimental em três anos. Ao todo, havia 11 línguas oficialmente reconhecidas na monarquia. 

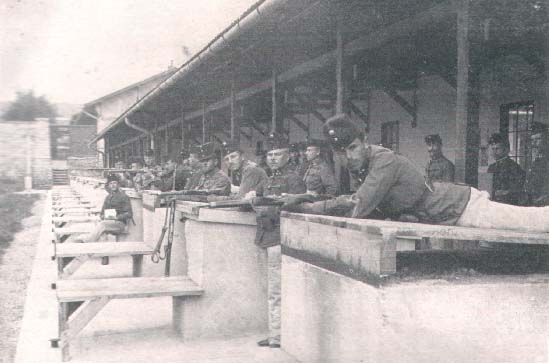
Campo de tiro
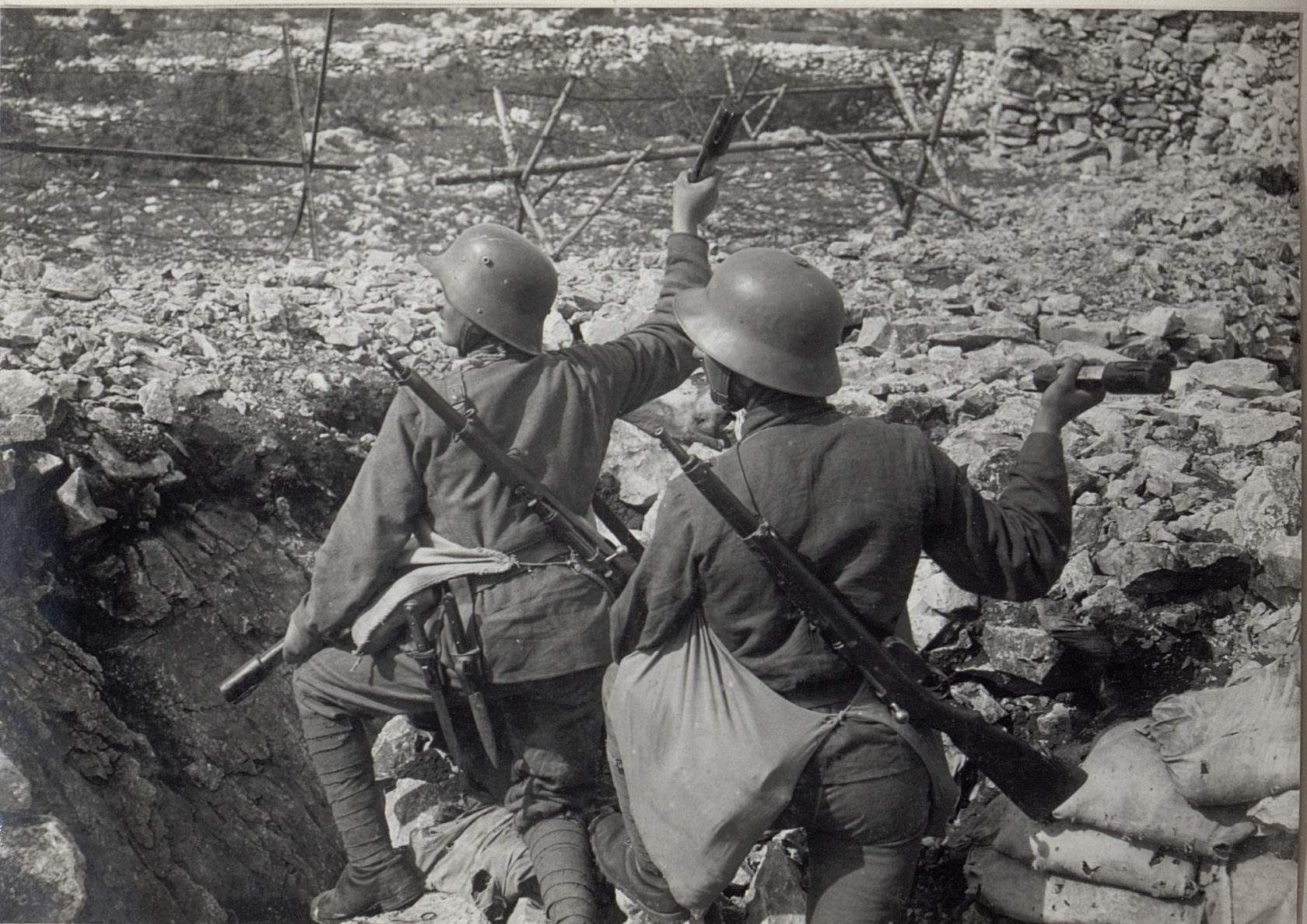
Infantaria austro-húngara
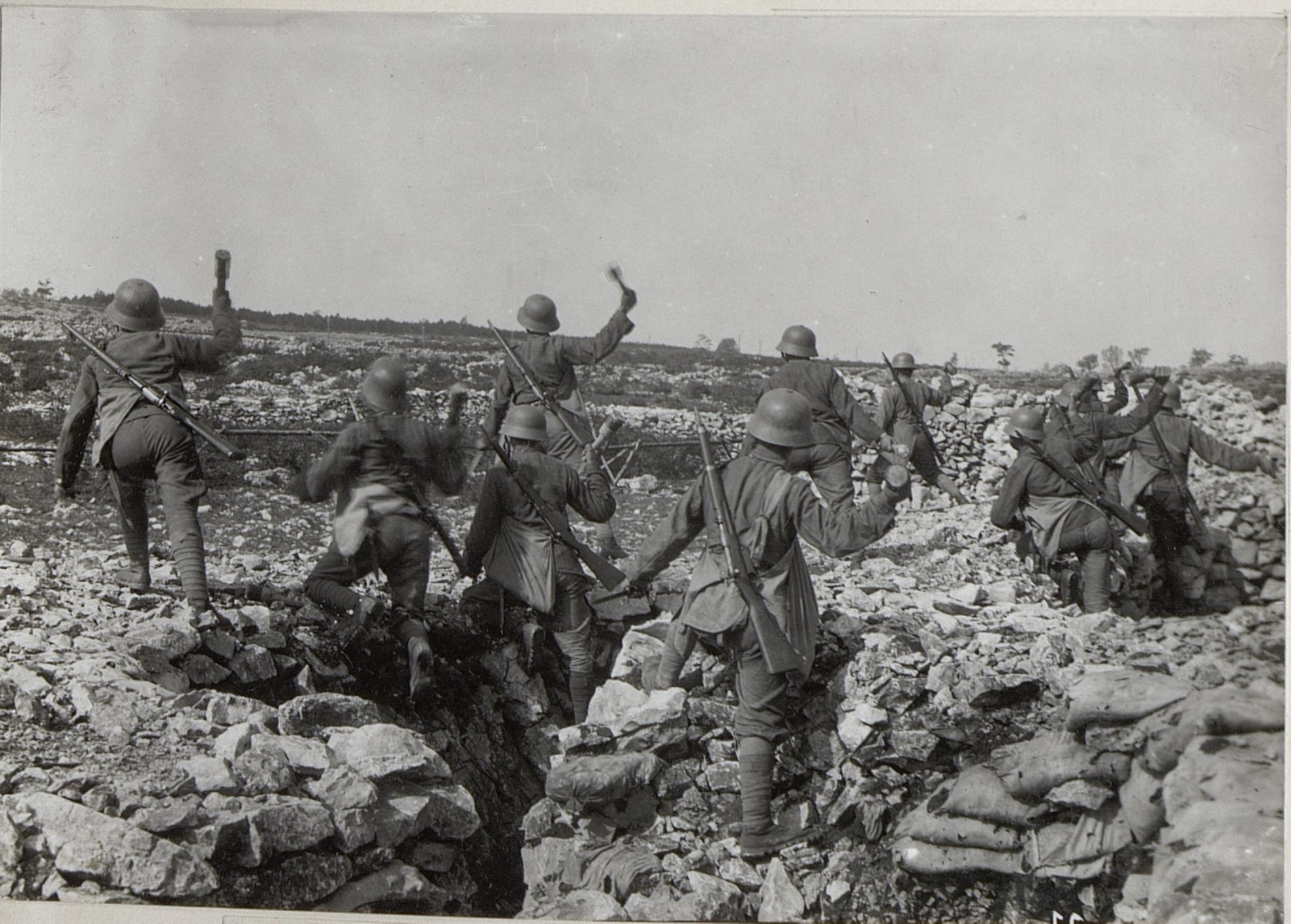
Tropas de assalto austro-húngaras (frente italiana, setembro de 1917)
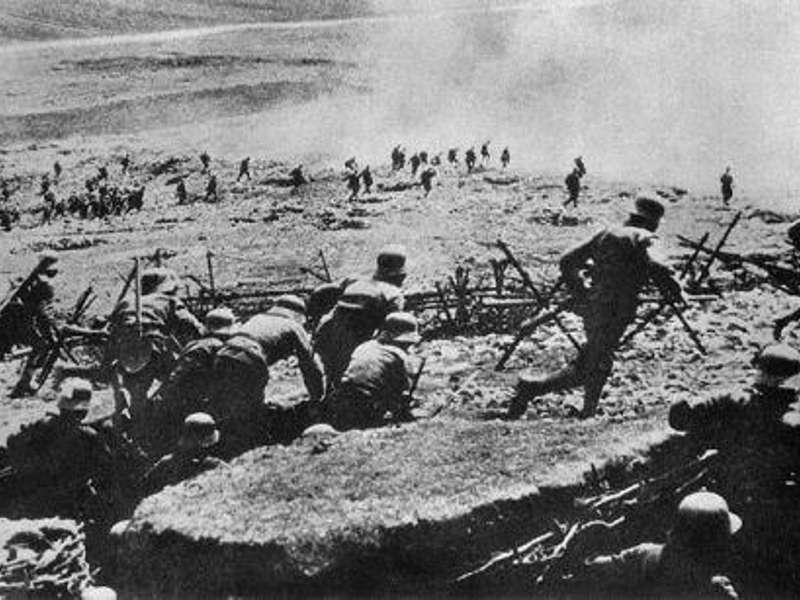
Ataque na frente de Isonzo
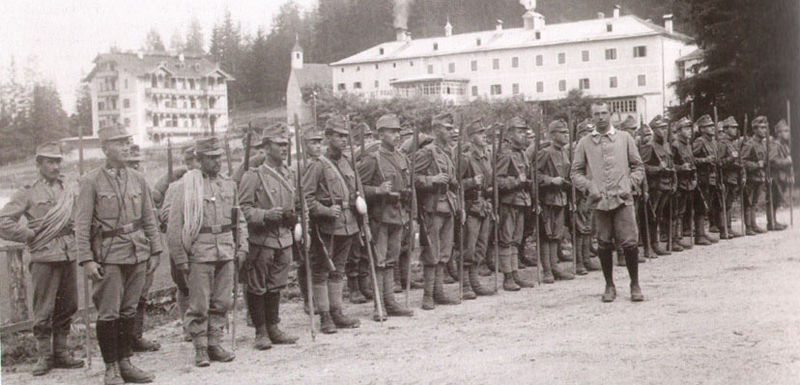
Gebirgsjäger austríaco-húngaro em 1917
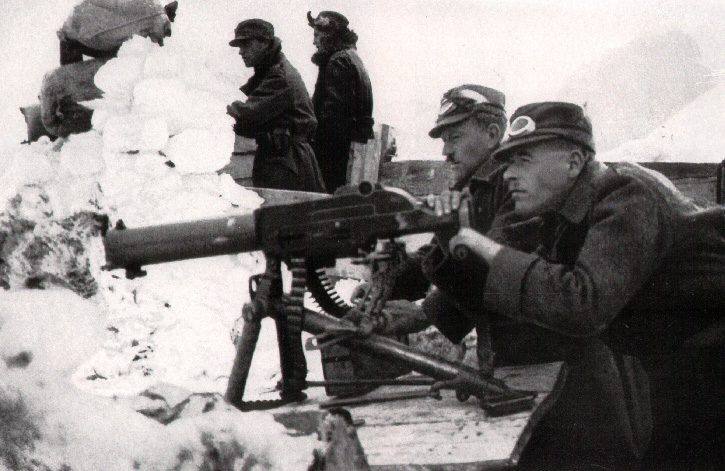
Metralhadora austro-húngara em algum lugar nas altas montanhas tirolesas
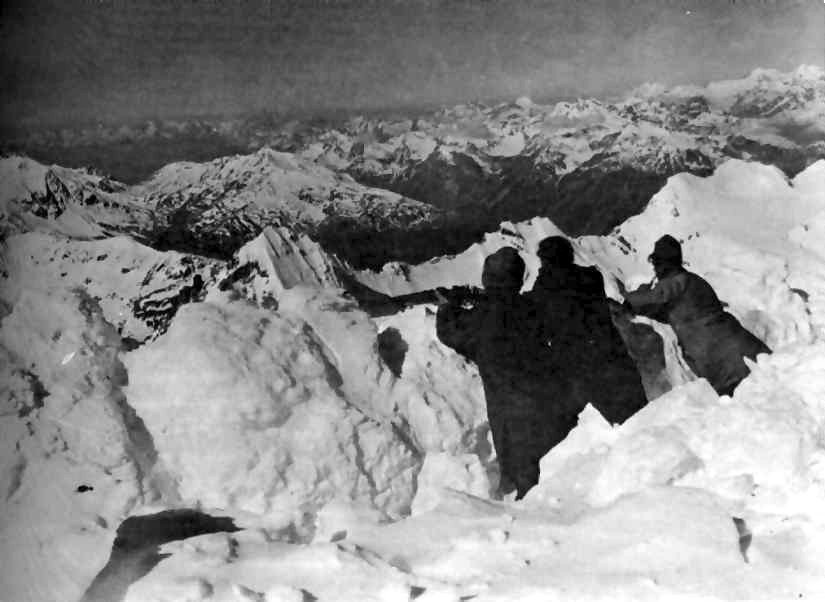
A maior trincheira da história da Primeira Guerra Mundial (3850 m) no pico de Ortler
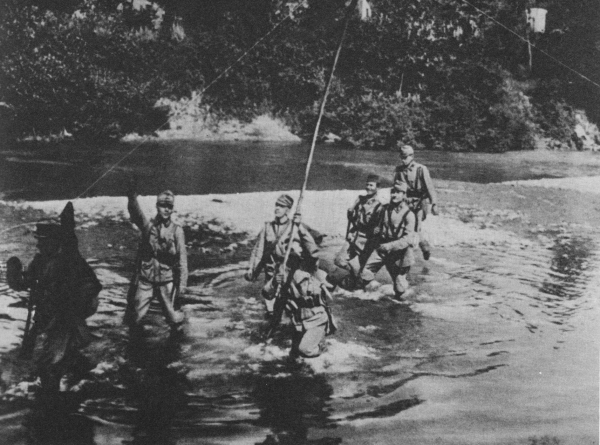
Seção telegráfica de campanha do exército austro-húngaro na construção de conexões de fios
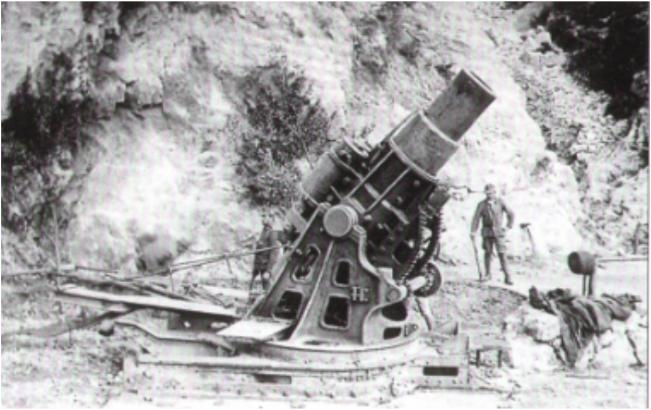
Obus de 305 mm
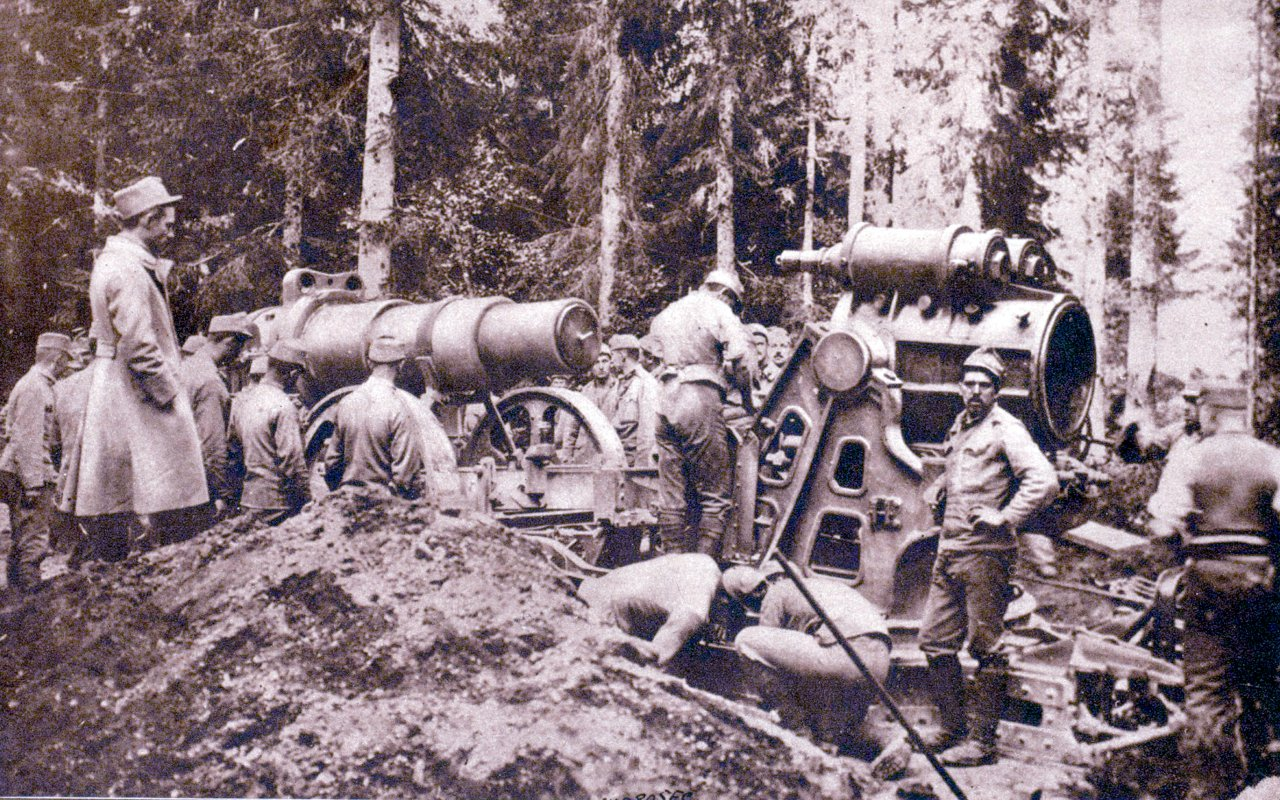
Škoda 305 mm modelo 1911 do exército austro-húngaro posicionado nos Cárpatos durante os combates de 1914/1915
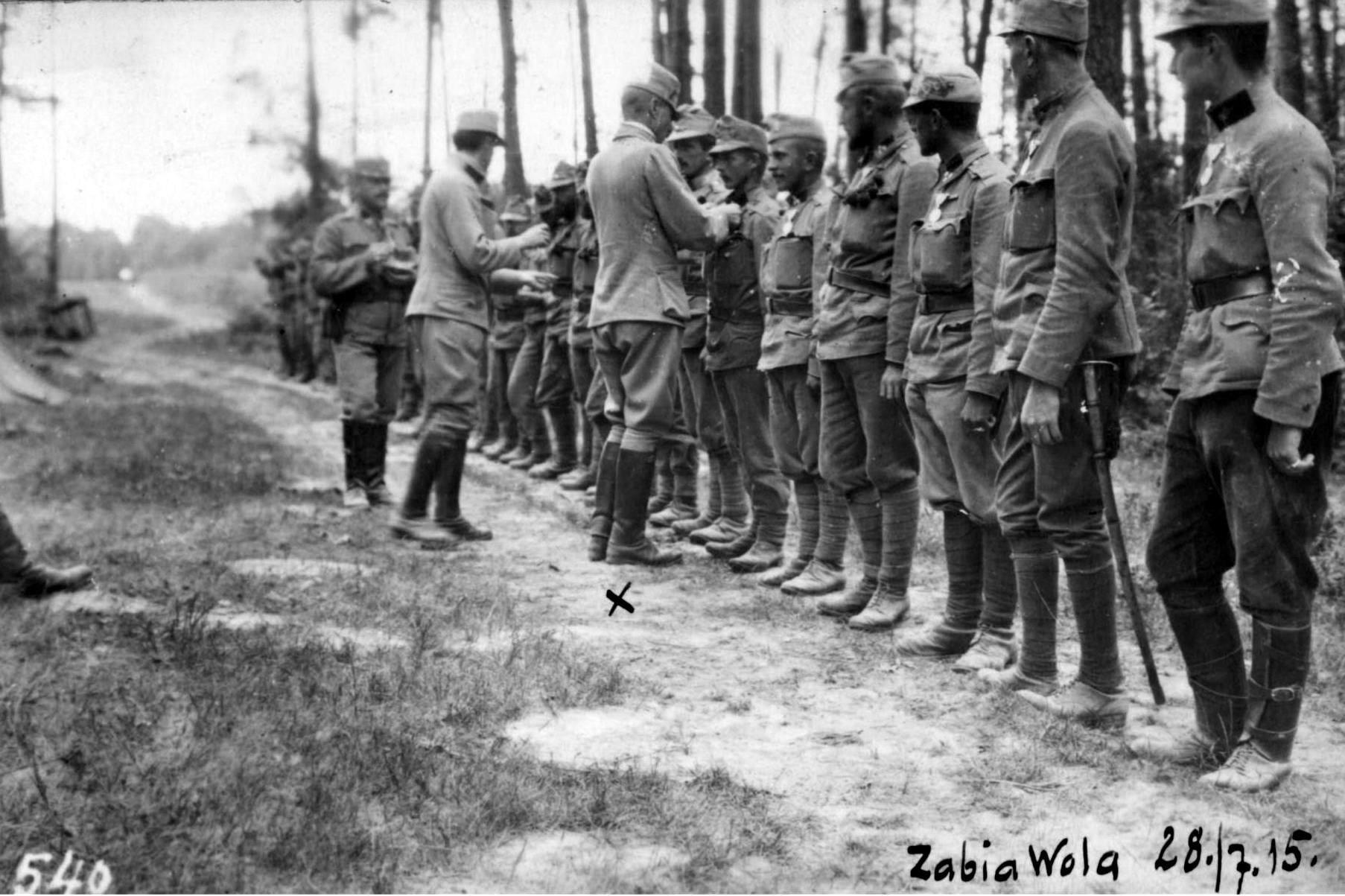
Soldados sendo condecorados na frente oriental
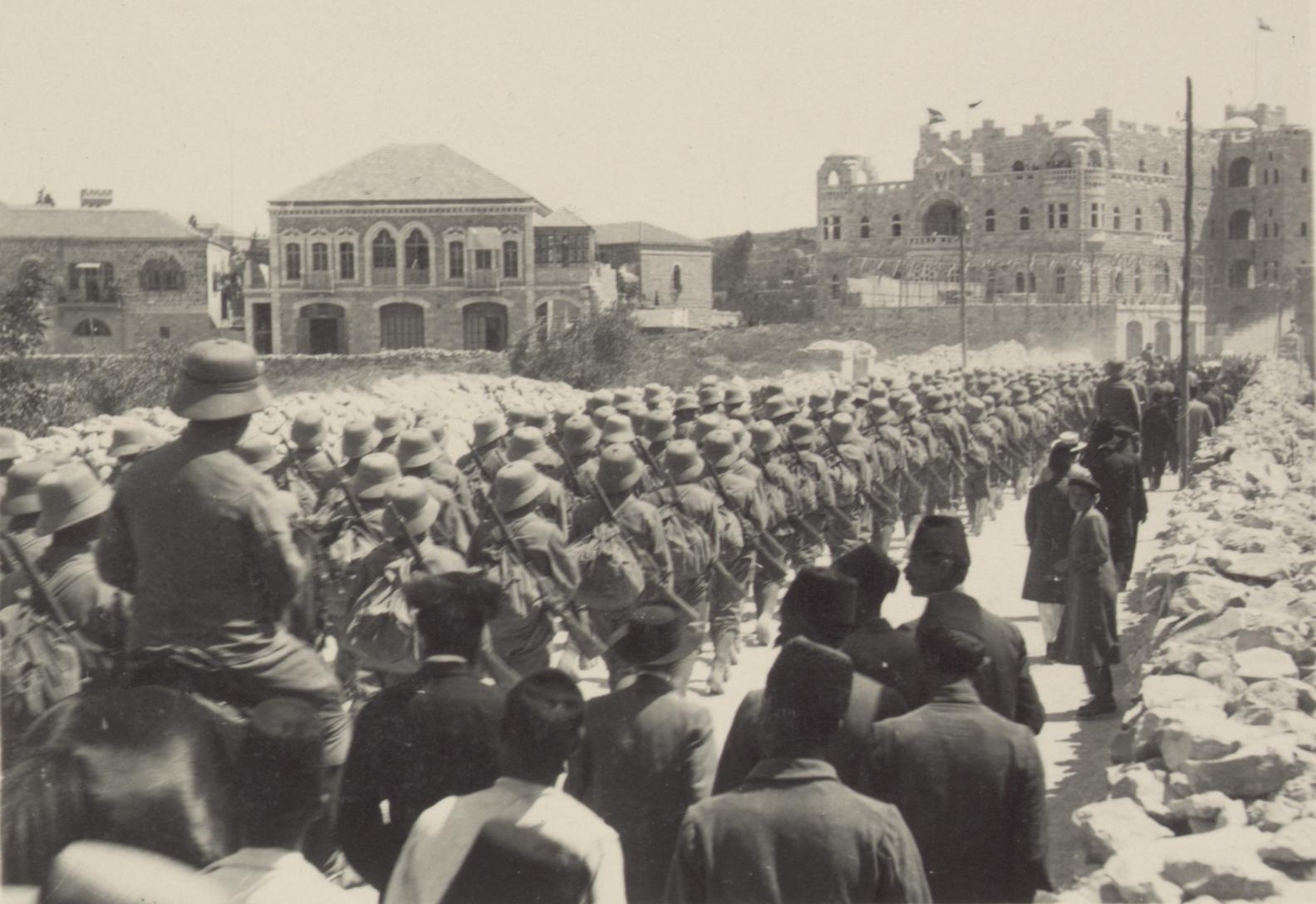
Tropas austríacas marchando para seus quartéis em St. Paulus, Jerusalém
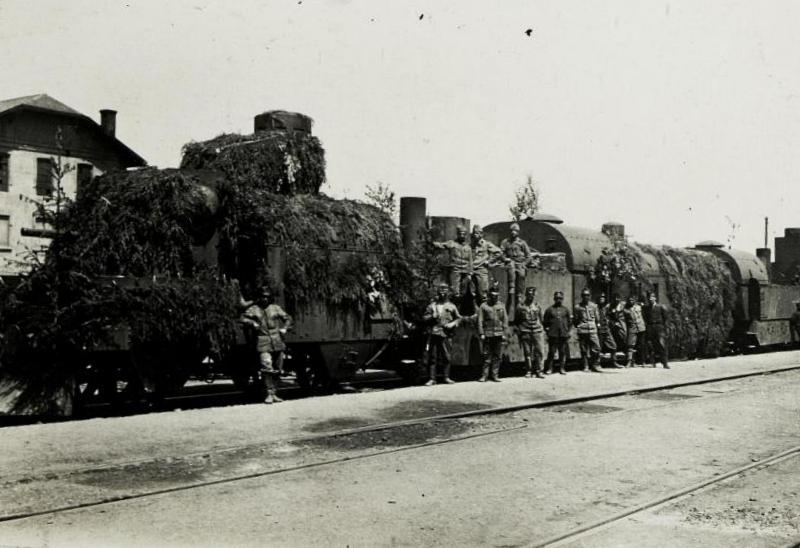
Trem blindado austro-húngaro nº 8
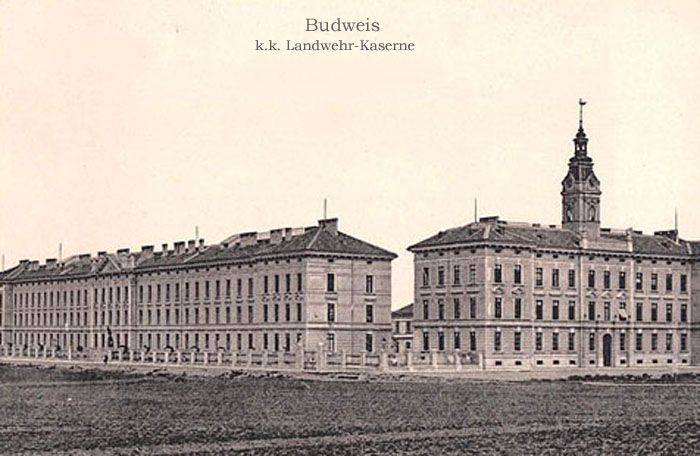
Quartel em Budweis